# Јатрогена болест
Јатрогена болест од (грч. iatros, - „лекар“, genesis - „порекло“) је термин који се користи да означи болест проузроковану медицинским третманом или пропустом било ког здравственог радника у процесу лечења болесника. Још из времена Хипократа био је познат могући нежељени ефекат лечења. Идеју да доктори заиста проузрокују болести први су у својим делима драматизовали Молијер и Бернард Шо, а данас неумољиви статистички докази и узнемирујуће чињенице које говоре о порасту јатрогених болести, о чему говоре све чешћи судских процеси у свету, а однедавно и у Србији.
Само у Сједињеним Државама, око 44.000 до 98.000 смртних случајева годишње се може приписати неком облику „јатрогености“. „Епидемија јатрогених болести“ недвосмислено има свој социјални, правни и етички аспект. Оне су увек тешка како за оболеле тако и за друштво, међутим њихова појава представља скуп бројних малих пропуста који обично наговештавају учесталост инцидената који се јављају у лечењу, као системски недостатак у процесу лечења са катастрофалним последицама.
Јатрогену болест не треба мешати са несавесним лечењем, које је последица грубе непажње, а таквих ситуација је мало, и оне без сумње, проузрокује озбиљно погоршање здравственог стања пацијената. Зато би несавесним лечење, требало да буде предмет кривичне или етичке одговорности. Међутим, у контексту многобројних системских, друштвених и социјалних фактора, њихова евалуација је често врло незахвална.

## Историја
Прва сазнања о јатрогеним болестима датирају још из времена Старог вавилонског царства, које свој пуни развој достиже у време Хамурабија (1792. п. н. е—1750. п. н. е.), када је донет први писани закон робовласничког друштва – „Хамурабијев закон“, у коме су између осталог у параграфу 218 до 220, били регулисани хонорари хирурга за лечење, али и тешке казне за неуспех.
| „ | ...„Ко повреди неког у тучи мора платити лекара... Лекар који излечи преломљени уд треба добити пет сребрњака... Ако лекар неког оперише ножем нека добије десет сребрњака, а ако је пацијент роб нека његов господар плати лекару пет сребрњака ...Ако пацијент умре кривицом лекара или изгуби око треба лекару одрезати обе руке... Ако је болесник био роб лекар га мора надокнадити другим робом.“ | ” |

Вавилонци су како би побољшали квалитет лечења, али и смањили број грешака, увели и неке основне принципе медицине као што су дијагноза, прогноза, физикални преглед, рецепти. Осим тога, Дијагностички приручник из тог доба увео је методе терапије и етиологије и коришћење емпиризма, логике и рационалности у дијагнози, прогнози и терапији.
Сазнања о јатрогеним болестима постојала су и у време Хипократа када су лекарима била позната могућа нежељена дејства лечења. У једанаестом делу пете књиге о епидемијама, коју је поред Хипократ заправо написало неколико људи са различитим ставовима, стоји; „помоћи али без повреда“ (или у оригиналу на - грч. Ofeleein i mi vlaptein). Овај израз, по неким историчарима медицине, инспирисао је Галена да изрекне познату латинску изреку - лат. Primum non nocere).
У 19. веку у породилиштима широм Европе владала је једна од јатрогена катастрофа тога времена, породиљска грозница. Пренос патогених бактерија из обдукционих сала у болничка породилишта изазивала је висок морталитет трудница породиљском сепсом (или породиљском грозницом). Ову јатрогену болест и њеног узрочника идентификовао је Игнасио Фелипе Семелвајс, који је и увео у медицинску праксу једноставан метод дезинфекције, прање руку дезинфицијентним средством., и тиме спасао безброј живота породиља.
Упоредо са развојем медицине расла је и потрошња лекова, коју су, поред њихове ефикасности пратиле и све чешће информације о нежељеним дејствима, на чијој је основи настала такозвана патологија јатрогено изазваних болести. Сазнање о штетним ефектима често није пратило њихово повлачење из употребе. У почетку су информације о нежељеним дејствима прикриване, због чега су неки лекови годинама коришћени без озбиљних анализа о штетама које су изазвали. Тако се и данас на тржишту још увек налазе лекови који могу да изазову оштећење јетре, бубрега, костне сржи, улцерације на слузокожама желуца и црева и тако даље.
Разлог за оваквог стања је према »Америчкој студији из 2000« , што више од половине ангажованих стручњака да саветује владу САД, о безбедности и ефикасности лека имају финансијске односе са фармацеутским компанијама којима помажу да оне не буду оштећене њиховим одлукама.
„Стручњаци би требало да буду независни, али је данас у САД утврђено да су они 54% времена у директном финансијском интересу повезаним са леком или процедуром за коју су замољени да дају оцену..."Најбољи експерти ФДА (енгл. U.S. Food and Drug Administration) су и најбољи стручњаци који се консултују са индустријом... каже стручни сарадник ФДУ комесар Линда Суидам, која је задужена за утврђивање и одлучивање о сукобу интереса, а истовремено Лари Сасик јавни заступник грађана, каже, „индустрија има више утицаја на процесе одлучивања него што људи могу да схвате“. “

## Етиологија
На почетку развоја медицине, појава јатрогених болести је била последица надовољеног развоја и нивоа стручности лекара. У данашње време оне су последица сталног повећања броја здравствених радника, као и броја захвата који се примењују у свим областима здравствене заштите, чинећи нажалост, да су јатрогене болести све присутније и бројније.
„Медицинска наука се под утицајем нових технологија распада на многе дисциплине и специјализације што има за последицу распадање саме визије о човеку као пацијенту на његове органске делове без систематског уважавања целине, тј човека као особе.... Јављају се тзв. јатрогене болести, тј болести које изазива сама медицинска пракса.“
Њих у првом реду изазивају;
Непредвидљивост поступака здравствених радника
Ови поступци сами по себи представљају опасност по живот и здравље болесника због немогућности предвиђања тока лечења (нпр инфаркт или акутни застој срца у току катетеризације срца, масивно крварење након хируршке интервенције, болничке инфекције, итд)
Нусефекти (нежељена дејства) моћних модерних лекова и инвазивне терапије
У ову групу непожељених дејстава спадају нпр. зрачна терапија, дејство цитостатика, трансфузија...
Поступци здравствених радника који представљају грубу грешку, незнање или несавестан рад
Непоштовање дозе и контраиндикација за поједине лекове, непоштовање прописаних процедура у примени медицинске опреме, рад под утицајем алкохола, неправилна стерилизација инструмената итд само су неки од поступака из ове групе.
Остали фактори
- еутаназија (асистирано самоубиство од стране лекара),
- пружање медицинских услуга од стране ментално и неуролошки оболелих лекара
- физичко, сексуално и друго насиље над пацијентом од стране медицинског особља
- превара пацијента у циљу стицања материјалне добити
- неуказивање лекарске помоћи из верских, етничких и других разлога
- примена лекова и других метода без знања и одобрења пацијента или његове родбине.

### Реалност или пренаглашеност медицинске некомпетентности?
Приписивање, по сваку цену, јатрогених обољења, медицинској некомпетентности, немари или немогућности великих медицинских институција да пруже адекватну здравствену бригу и одговарајућу психолошку средину за болесне људе, парцијално објашњава овај феномен, јер га појединци (понекад) чине пренаглашеним; болесници у јаком болу и патњи у терминалној фази болести, родбина у болу за изгубљеном особом, „преваранти“ жељни секундарне материјалне корист или медији у потрази за сензационалистичким информацијама.
Бројни фактори међутим чине овај феномен понекад и „оправданим-неизбежним“ због непредвидљивости моћних модерних лекова и инвазивних терапијских процедура, а и претпоставке и сазнања конвенционалне медицине о природи болести и људског организма, на одређеном нивоу њеног развоја. Склоност организма, али и специфичност неког поремећаја ка реактивним компликацијама према одређеним специјалистичким третманима, чине да болест организма из необјашњивих разлога изазове поремећај који медицина није у стању да предвиди и победи.
По професору Мишри енгл. Mishri: Human error in laparascopic surgery)... системски пропусти у здравству су стално присутни у скривеној форми, „а грешка само чека да се деси“ .

### Несавесно и нестручно лечење (разлике)
Статут и кодекс Лекарске коморе Србије у члану 48. поставља јасну разлику између несавесног и нестручног исхода лечења са једне стране, и нежељеног исхода лечења са друге стране. Ово је темељни принцип на коме се заснива могућа одговорност лекара за исход лечења.
Под појмом савесно лечење подразумева се свестрани и потпун однос између лекара и пацијената у току лечења (Лекарска комора). Лекар не може да одговара за неповољне ефекте лечења пацијента ако је своју праксу вршио крајње коректно, свестрано и савесно уз стриктно поштовање оквирних стандарда своје професије. Лако је уочити да су свестрани коректни и потпун однос и дужна пажња лекара врло променљиве величине које се тешко могу конкретизовати и измерити или проценити у сваком конкретном случају, а још мање уопштавати. „Још теже је њихово правно тумачење у смислу кривичне одговорности, или евентуалне противправне одштете.“
Свака болест, медицинска процедура, или операција имају и свој релативно стални проценат неповољног исхода лечења, који не зависе чак и од оптималних стандарда медицинске професије. Овај проценат може да се повећа, у зависности од многобројних дешавања у току процеса лечења. Разлог за ово треба тражити у несавршености како медицине, тако и људског бића, али и у неуједначеним материјалним и другим условима у којима лекар обавља своју праксу.
„Лекарска грешка је без сумње саставни део медицинске праксе. Од ње нису имуна ни најразвијенија друштва, а парадоксална је чињеница да су у високо развијеним здравственим системима лекарске грешке можда чак и чешће него у земљама посткомунистичких друштава.“

## Биоетика и јатрогене болести
Дужност лекара је да:
- Своју професионалну активност обавља савесно, пожртвовано, хумано и према свом најбољем знању.
- Да у случају виталне угрожености болесника лекар у границама својих могућности и стручног знања, без одлагања пружи хитну лекарску помоћ.
- Да лекар мора да поштује људски живот од његовог почетка до смрти и пружи одговарајућу здравствену заштиту, уз дужно поштовање људских права и достојанства сваког пацијента.

Треба истаћи да ни најсавременији здравствени системи у свету нису поштеђени лекарских и других медицинских грешака. Напротив, у САД се превентибилне медицинске грешке које су се догодиле у болницама годишње (за период од 2001-2004), процењују на око 195.000.
Зато се развила и развија биоетика као нова медицинска етика која покушава да сачува везу, између медицинско-етичких начела и клиничке лекарске праксе у изразито технологизираним и софистицираним клиничким околностима који данас владају у свету медицине. Општа биоетика бави се општим вредностима и начелима живота, а примењена биоетика конкретним темама и случајевима из подручја медицине, права итд, везанима уз етичка питања живота човека.
„Укратко, биоетика је критичка дефиниција друштвеног и медицинског контекста унутар којега и о коме се данас воде корисне филозофске, теолошке, етичке, социјалне, правне и, дакако, медицинске расправе о различитим хередитарним и другим болестима те о могућностима њихове превенције, дијагнозе и терапије под видом безусловног етичког захтјева за поштовањем достојанства сваког људског бића независно о његовим биолошким и генетичким квалитетима.“

### Мере превенирања

#### Идентификација грешака
У мултицентричној студији Одељење за здравствене наука, Универзитета у Лестеру, Велика Британија спроведеној на основу података четири претходне студије (од тога три у операционим одељењима) идентификовано је више кључних емпиријских налаза из тих студије, са циљем да се признају и прикажу уобичајени проблеми који би могли да помогну продубљивању разумевања најчешћих проблема који угрожавају безбедност пацијената, а то су;
1. Тимски рад и међусобна комуникација
Међу здравственим радницима често не функционише увек довољно добро тимски рад и међусобна комуникација. Тиме се не осигурала размена основних процедуралних информација или захтева за низ будућих планираних и непланираних активности.
Промовисање безбедности мора да се налази у средишту системског приступа безбедности пацијената. У бројним студијима наводи се доста доказа да су болнице ретко усмерене ка савршеној организацији безбедности, због ограничавајућих организационих и функционалних решења, што стално нарушава мере безбедности. Зато су многе активности које здравствени радници требају да предузму често условљене бројним ограничењима у нормативним елаборатима, комплексно међусобно зависном здравственом мрежом и процесима збрињавања. Ево неких примера ограничавајућих чинилаца;
- Промене или кашњења у примени планираних процедура; су веома честе (чак у око 71% случајева према студији Хеалеа и сар).[17]
- Критичне ситуације; залихе санитетског материјала нису довољне, када је било потребно нпр хирург и анестезиолог и остали кључни кадрови нису увек на располагању када је заказан почетак операције, или су кадрови били понекад позвани или преусмерени на друго место чак и након што је почела операција.
- Лоша интеграција делова болнице

У радном и ванрадном времену (дежурству установе) често је присутна лоша интеграција делова болнице. Понекад и мали застој негде дуж линије збрињавања – нпр. портир није на свом месту, лекар или сестра нису доступни, недовољан број ангажованих лица на дежурству итд, може лако да има снажан негативни учинак и повећа ризик по безбедност пацијента.
2. Особље увек не ради праве ствари
Због широког дијапазона различитих разлога, укључујући ту и чињеницу да појединци имају нејасан однос према томе шта се рачуна као права ствар, особље увек не ради праве ствари.
- И најискуснији доктор биће у зони високог ризика и стреса у моменту указивања помоћи ако недостају базични стандарди лечења. Замислимо, сада, мање искусне докторе у оваквим ситуацијама, остављене да се боре са сопственим стресом и најкомплекснијим медицинским проблемима, често у стисци са временом у тренуцима када одлучују о судбини пацијената.
- Са друге стране често се пракса среће спектар различитих одступања од онога што се може очекивати као идеалан начин понашања и рада, због нејасног односа и самовољи склоних појединаца који често креирају сопствене стандарде а строге прописе извргавају руглу, називајући их бирократијом. Тако се у пракси често може уочити много радњи које одступају од консензуса који чине основу безбедности пацијента. Често се не прави легитимна разлика између јасног става и стручног мишљење. Тако се догађа да одређена група, одређене активности ради импровизовано, понекад под утицајем притиска туђих, због неизграђених сопствених ставова, недовољно свесни да чине погрешку.

3. Структуре руковођења и носиоци одговорности
Понекад нису увек јасни односи између структура руковођења и носиоци одговорности и зато не функционише добро извештавање о нарушеној безбедност пацијента (грешке се обично не пријављују), иако има много различитих разлога за то те се може се закључити да је обезбеђивање безбедност пацијената јако тешко.
4. Постоји више међусобних утицаја на безбедност,
Због постоји више међусобних утицаја на безбедност, бројна решења треба да буду засновану на основама разумевања природе проблема које приближно најбоље доводе до њиховог решавања.
5. Евалуација предложених атрактивних решења
Нека решења која се појављују као атрактивна и једноставна вероватно су добра али морају подлећи сложеној евалуацији, пре коначне примене, јер безбедност пацијената није само техничко питање, већ и питање организационе и стручне политике.

#### Праћење грешака
На међународној конференцији на тему "Безбедност пацијената и здравствене службе и квалитативна процена и примена стандардизованих, норматива и метода" одржаној почетком 2011. у Братислави у организацији СЗО- Европске уније и словачког Министарства здравља, више од стотину здравствених радника из јавног, приватног и невладиног сектора покренуло је иницијативу да се што јасније дефинише и обезбеди квалитет здравствених услуга применом јединственог система извештавања нежељених догађаја у области здравствене заштите.
На конференцији је закључено да би сваки систем за пријављивање и праћење нежељених догађаја у здравству требало да служи не да би се казнили здравствени радници, већ напротив као прилика за:
Проучавање и учење на туђим грешкама.
Праћење битних показатеља, који доносиоцима одлука омогућавају да предузму одговарајуће мере за побољшање животне средине у здравственим установама, укључујући и услове рада запослених.
Рационално коришћење лекова и фармаковигиленце, као елемента стратегије за безбедност пацијента и борбу против антибактеријске резистенције и његовог утицаја на здравље.
Размена искустава, применом система за извештавање нежељених догађаја у области здравствене заштите.

## Епидемиологија
Без обзира на разлике у организацији и пружања здравствене заштите, здравственом осигурању као и правној регулативи у појединим земљама света, политика за безбедност пацијената све више постаје свеукупни светски проблем, који захтева предузимање активности како би се смањила штета која настаје због све веће јатрогенизације у здравству (о чему говоре чињенице наведене у наставку текста).

### Европа и европска унија
Подаци из земаља чланица Европске уније, показују да се медицинске грешке и јатрогене болести повезане са несавесним радом јављају у 8% до 12% болнички лечених пацијената;
У Великој Британији, према извештају Одељење за здравство ове земље, (којим је обухваћено више од 2000 здравствених установа), процењује се, да је око 850.000 нежељених догађаја годишње (10% од укупно болнички лечених) повезано са пропустима у лечењу.
у Шпанији (у националној студији о нежељеним догађајима у 2005), Француској и Данској објављени су слични резултати.
У европским студијама пропусти у лечењу најчешће су изазвани инфекцијама, повезаним са здравственом заштитом. Оне су утицале на развој јатрогене болести код 1 од 20 пацијената лечених у болници. У просеку сваке године (међу 4,1 милион пацијената, колико се процењује да оболи) најчешће инфекције су;
- инфекције уринарног тракта (27%),
- инфекције доњег респираторног тракта (24%),
- хируршке инфекције (17%) и
- инфекције крви (10,5%).

Метицилин резистентни стафилококус ауреус (МРСА) је изолован у око 5% од свих инфекција повезаних са здравственом заштитом.
Национални уред Велике Британије за праћење трошкова лечења, проценио је да само трошкови ове вресте јатрогених болести износе 1 милијарду фунти годишње.
Око 23% грађана Европске уније тврди да су били директно погођени медицинском грешком;
- 18% да су доживели последице озбиљне медицинске грешке у болници,
- 11% да су доживели последице због грешака у прописивању лека.

„Докази о медицинским грешкама показују да 50% до 70,2% јатрогених болести у земљама Европске уније, може да се спречи свеобухватним и систематским приступом безбедности пацијената. Стратегије за смањење стопе неповољних догађаја у Европској унији могла би да спречи више од 750.000 јатрогених поремећаја годишње, што би резултирало са преко 3,2 милиона мањим бројем болесничких дана, 260.000 мањом инциденцом трајног инвалидитета, и 95.000 мањим бројем смртних случајева годишње.“

### Сједињене Америчке Државе
Две велике студије о нежељених догађајима у здравству, спроведене су у САД у раним 1990-им. Једна у Колораду и Јути, а друга у Њујорку. Студије су утврдили да су се нежељена дејства лечења јавила у:
- 2,9% амбулантно лечених пацијената,

- 3,7% болнички лечених пацијената.

У болницама у Колораду и Јути 8% нежељених догађаја довео је до смрти у поређењу са 13,6% у Њујоршким болницама. Обе студије наводе да се у више од половине нежељених последица медицинска грешака могла спречити. Када се ови статистички подаци компаративно примене на више од 33,6 милиона лечених у болницама САД у 1997, на основу резултата истраживања у Колораду и Јути може се закључити да је најмање 44.000 Американаца умрло сваке године због медицинске грешке. Међутим ако се у компаративним анализама примене подаци студије из Њујорка, број умрлих сваке године због медицинске грешке је значајно већи и износи 98.000. Др Лучијано Лип, један од учесника спроведеног истражива у Њујорку, сматра да чак 120.000 Американаца умре сваке године због грешака у болницама.

## Србија
Регистроване грубе грешке лекара у Србији, због несавесног лечења су веома ретке, и много чешће настају као резултат системских проблема у здравству и/или неизбежног неповољног исхода лечења.
| „ | Грешке су саставни део наших стандарда, (мал)праксе и (не)реалних околности у којима се та пракса одвија. Зато се одвајање „жита од кукоља“ треба спровести у самом систему друштва, а не међу докторима. | ” |

Показатељи квалитета рада здравствених радника у Србији, су тренутно недовољно изучени и познати пре свега због комплексности њиховог дефинисања, из кога је у студији „Праћење показатеља квалитета здравствене заштите у Србији за период 2005–2009.“ проистекао и закључак; „да је тренутно немогуће обезбеђења поузданих података“;
„У овом моменту и поред значајног напретка у примени информационих технологија, још увек се здравствени подаци у највећем обиму региструју и процесуирају на традиционалан начин који не обезбеђује потпуни одговор на захтеве праћења показатеља, а самим тим и квалитета здравствене заштите... Ради правилног поређења и анализе ових догађаја и њиховог утицаја на ниво квалитета здравствене услуге, у новом Правилнику о показатељима квалитета који ће почети да се примењује од 2011. године, сви показатељи до тада изражени у апсолутним бројевима су промењени у својој дефиницији и начину израчунавања, односно преименовани су у проценат или стопу“
| Одељење                   | 2005        | 2006       | 2007       | 2008       | 2009       |
| ------------------------- | ----------- | ---------- | ---------- | ---------- | ---------- |
| Хирургија                 | 0,1 - 3,3   | 0,3 - 9,4  | 0,1 - 4,0  | 0,2 - 3,3  | 0,1 - 2,3  |
| Ортопедија/Трауматологија | 1,4 - 13,0  | 0,2 - 9,1  | 0,5 - 9,0  | 0,2 - 9,0  | 0,2 - 13,0 |
| Интензивна нега           | 21,7 - 56,9 | 3,1 - 27,7 | 0,5 - 40,6 | 0,3 - 18,0 | 0,0 - 33,0 |
| Урологија                 | 1,1 - 10,1  | 0,4 - 4,5  | 0,3 - 9,9  | 0,1 - 6,1  | 0,2 - 9,0  |
| Гинекологија/акушерство   | 0,3 - 9,9   | 0,1 - 10,5 | 0,1 - 5,7  | 0,1 - 3,1  | 0,3 - 8,0  |